# Iglesia de Korogho
La iglesia de la Madre de Dios de Korogho (en georgiano: ქოროღოს ღვთისმშობლის ეკლესია) es una iglesia ortodoxa georgiana situada en el desfiladero de Khada, en la provincia histórica y cultural de Mtiuleti, actualmente parte del municipio de Dusheti, Georgia. Korogho es una iglesia de salón simple que data de finales del siglo X o principios del siglo XI. Es conocida por un dintel con esculturas únicas en relieve, que ilustra varias etapas de extracción y construcción. La iglesia está inscrita en la lista de los Monumentos culturales inamovibles de importancia nacional.

## Ubicación
La iglesia se encuentra localizada al sur del pueblo de Korogho, municipio de Dusheti, región Mtskheta-Mtianeti, en la ladera de una alta montaña rocosa, sobre el desfiladero de Khada, en la histórica provincia de Mtiuleti. 

## Diseño
La iglesia es una estructura pequeña y arquitectónicamente simple, que mide 10.8 × 7.6 m. Está construida de losa local y esquisto. Los elementos como bóvedas, caracolas, muelles, marcos de ventanas y cornisas están hechos de piedra revestida.
Korogho tiene un diseño de iglesia de salón, cubierto con un techo a dos aguas, su interior está dividido en dos naves en la parte occidental. El santuario es de planta rectangular y tripartito, las tres partes están abovedadas con conchas. Cerca de la iglesia hay una torre defensiva de tres pisos, una pequeña capilla y ruinas de varias estructuras accesorias. Un icono de marfil del siglo XI de Theotokos y una cruz con la representación del Salvador, que se encuentra en una guarida de la iglesia, ahora se exhiben en el Museo Nacional de Georgia en Tiflis.

## Esculturas
La iglesia destaca por su decoración escultórica. En la entrada norte, hay una piedra reutilizada con un relieve que representa a tres donantes, uno de ellos con un plano de la iglesia. Un dintel en la fachada occidental, hecho de grandes placas talladas, está adornado con esculturas que representan etapas de la construcción. Las escenas convergen en una imagen de la Virgen y el Niño en la parte superior del frontón, mientras que a ambos lados hay imágenes de trabajos en proceso, incluido el transporte de materiales de construcción, lo que habría supuesto un gran esfuerzo dada la ubicación de la iglesia en la cima de la montaña. La fachada occidental también tiene dos inscripciones talladas en escritura georgiana medieval asomtavruli y datadas paleográficamente en el siglo XII.